# Leichtathletik-Weltmeisterschaften 1995/400 m Hürden der Männer

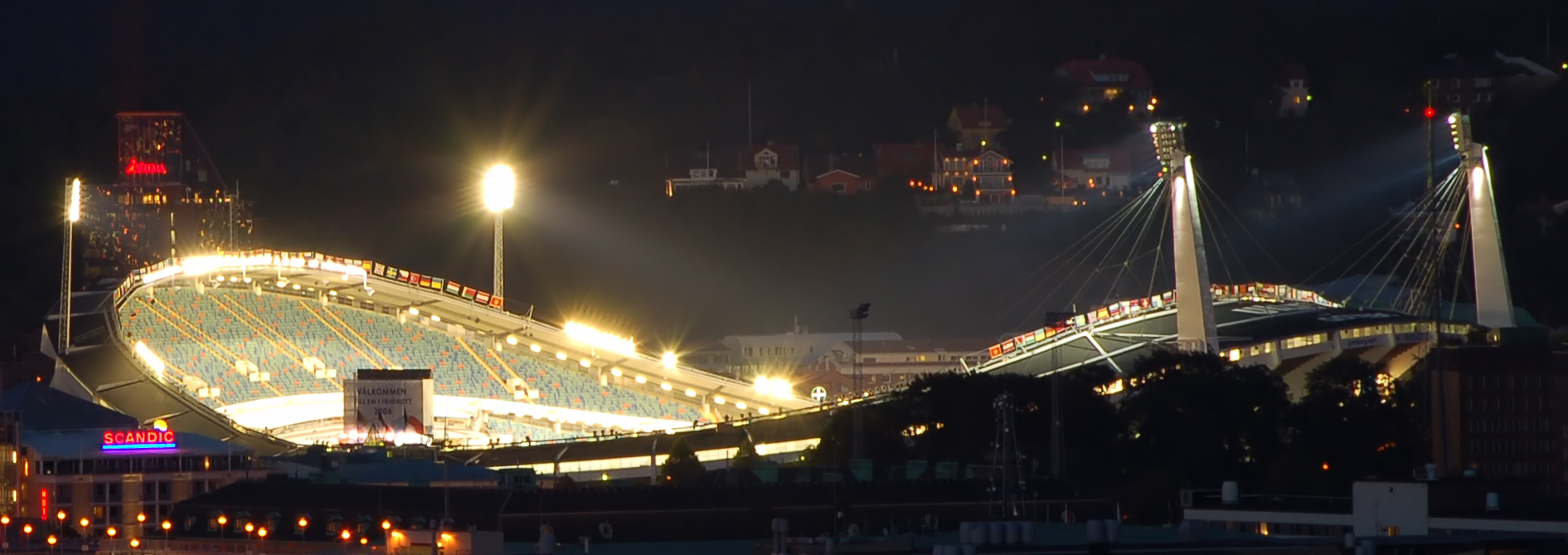
Das Göteborger Ullevi-Stadion im Jahr 2006

Der 400-Meter-Hürdenlauf der Männer bei den Leichtathletik-Weltmeisterschaften 1995 wurde vom 7. bis 10. August 1995 im Göteborger Ullevi-Stadion ausgetragen.
Weltmeister wurde der US-Amerikaner Derrick Adkins. Er gewann vor dem Weltmeister von 1991 und Vizeweltmeister von 1993 Samuel Matete aus Sambia. Bronze ging an den französischen EM-Dritten von 1994 Stéphane Diagana.

## Bestehende Rekorde
| Weltrekord               | 46,78 s | Kevin Young | OS in Barcelona, Spanien          | 6. August 1992  |
| Weltmeisterschaftsrekord | 47,18 s | Kevin Young | WM 1993 in Stuttgart, Deutschland | 19. August 1993 |

Der bestehende WM-Rekord wurde bei diesen Weltmeisterschaften nicht eingestellt und nicht verbessert.

## Vorrunde
Die Vorrunde wurde in sieben Läufen durchgeführt. Die ersten beiden Athleten pro Lauf – hellblau unterlegt – sowie die darüber hinaus zwei zeitschnellsten Läufer – hellgrün unterlegt – qualifizierten sich für das Halbfinale.

### Vorlauf 1
7. August 1995, 19:46 Uhr
| Platz | Name              | Nation      | Zeit (s)                                    |
| ----- | ----------------- | ----------- | ------------------------------------------- |
| 1     | Fabrizio Mori     | Italien     | 49,37                                       |
| 2     | Ken Harnden       | Simbabwe    | 49,65                                       |
| 3     | Niklas Wallenlind | Schweden    | 49,91                                       |
| 4     | Stephan Striezel  | Deutschland | 51,65                                       |
| 5     | Juan Vallin       | Mexiko      | 51,96                                       |
| 6     | Ibou Faye         | Senegal     | 52,20                                       |
| DNF   | Oleh Twerdochleb  | Ukraine     |                                             |
| DSQ   | Salvador Vila     | Spanien     | IAAF Rule 163.7 – Unerlaubte Kontrollmarken |

### Vorlauf 2
7. August 1995, 19:46 Uhr
| Platz | Name             | Nation     | Zeit (s)                                     |
| ----- | ---------------- | ---------- | -------------------------------------------- |
| 1     | Stéphane Diagana | Frankreich | 49,16                                        |
| 2     | Octavius Terry   | USA        | 49,43                                        |
| 3     | Carlos Silva     | Portugal   | 49,53                                        |
| 4     | Patrick Ottoz    | Italien    | 49,65                                        |
| 5     | Iñigo Monreal    | Spanien    | 50,30                                        |
| 6     | Barnabas Kinyor  | Kenia      | 50,91                                        |
| DSQ   | Chanon Kheanchan | Thailand   | IAAF Rule 168.7 – Nichtüberquerung der Hürde |

### Vorlauf 3
7. August 1995, 19:52 Uhr
| Platz | Name                    | Nation         | Zeit (s)                         |
| ----- | ----------------------- | -------------- | -------------------------------- |
| 1     | Winthrop Graham         | Jamaika        | 49,15                            |
| 2     | Erick Keter             | Kenia          | 49,27                            |
| 3     | Dusán Kovács            | Ungarn         | 49,30                            |
| 4     | Rohan Robinson          | Australien     | 49,63                            |
| 5     | Yoshihiko Saitō         | Japan          | 49,91                            |
| 6     | Hadi Soua’an al-Somaily | Saudi-Arabien  | 50,54                            |
| 7     | Jean-Paul Bruwier       | Belgien        | 50,96                            |
| DSQ   | Gary Jennings           | Großbritannien | IAAF Rule 163.3 – Bahnübertreten |

### Vorlauf 4
7. August 1995, 19:58 Uhr
| Platz | Name            | Nation      | Zeit (s) |
| ----- | --------------- | ----------- | -------- |
| 1     | Laurent Ottoz   | Italien     | 48,90    |
| 2     | Sven Nylander   | Schweden    | 49,10    |
| 3     | Miro Kocuvan    | Slowenien   | 49,45    |
| 4     | Jozef Kucej     | Slowakei    | 50,00    |
| 5     | Michael Kaul    | Deutschland | 50,23    |
| 6     | Vadim Zadoinov  | Moldau      | 50,24    |
| 7     | Domingo Cordero | Puerto Rico | 50,42    |
| 8     | Judex Lefou     | Mauritius   | 51,46    |

### Vorlauf 5
7. August 1995, 20:04 Uhr
| Platz | Name                | Nation     | Zeit (s)                                     |
| ----- | ------------------- | ---------- | -------------------------------------------- |
| 1     | Eronilde de Araújo  | Brasilien  | 48,84                                        |
| 2     | Shunji Karube       | Japan      | 49,07                                        |
| 3     | Hennadij Horbenko   | Ukraine    | 49,44                                        |
| 4     | Ryan Hayden         | USA        | 49,77                                        |
| 5     | Simon Hollingsworth | Australien | 50,66                                        |
| 6     | Hamadou Mbaye       | Senegal    | 52,13                                        |
| 7     | Eric Krings         | Guatemala  | 53,78                                        |
| DSQ   | Petteri Pulkkinen   | Finnland   | IAAF Rule 168.7 – Nichtüberquerung der Hürde |

### Vorlauf 6

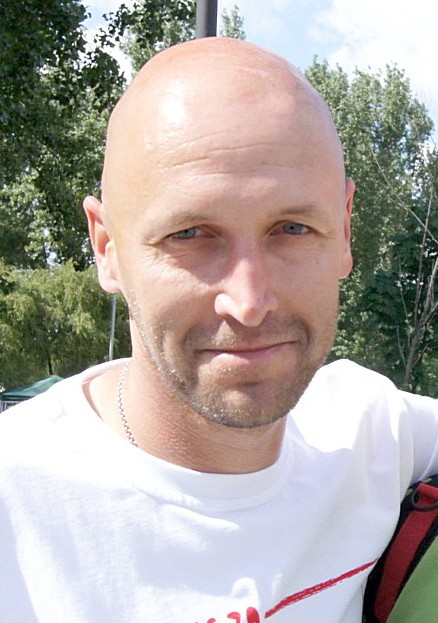
Sein fünfter Platz im sechsten Vorlauf reichte Paweł Januszewski nicht zur Teilnahme am Halbfinale

7. August 1995, 20:10 Uhr
| Platz | Name                 | Nation   | Zeit (s) |
| ----- | -------------------- | -------- | -------- |
| 1     | Kazuhiko Yamazaki    | Japan    | 48,37 AS |
| 2     | Samuel Matete        | Sambia   | 48,45    |
| 3     | Ruslan Maschtschenko | Russland | 48,47    |
| 4     | Niklas Eriksson      | Schweden | 49,33    |
| 5     | Paweł Januszewski    | Polen    | 49,43    |
| 6     | Óscar Pitillas       | Spanien  | 51,28    |
| 7     | Mohamed Amin         | Pakistan | 52,22    |
| 8     | Ilir Xhani           | Albanien | 52,61    |

### Vorlauf 7
7. August 1995, 20:16 Uhr
| Platz | Name              | Nation         | Zeit (s)                                     |
| ----- | ----------------- | -------------- | -------------------------------------------- |
| 1     | Derrick Adkins    | USA            | 48,86                                        |
| 2     | José Roquez Pérez | Kuba           | 50,32                                        |
| 3     | Marc Dollendorf   | Schweiz        | 50,47                                        |
| 4     | Jimmy Coco        | Frankreich     | 50,80                                        |
| 5     | Olaf Hense        | Deutschland    | 52,35                                        |
| DSQ   | Gideon Biwott     | Kenia          | IAAF Rule 163.3 – Bahnübertreten             |
| DSQ   | Gary Cadogan      | Großbritannien | IAAF Rule 168.7 – Nichtüberquerung der Hürde |

## Halbfinale
Aus den beiden Halbfinalläufen qualifizierten sich die jeweils ersten vier Athleten – hellblau unterlegt – für das Finale.

### Halbfinallauf 1
8. August 1995, 17:40 Uhr
| Platz | Name                 | Nation     | Zeit (s)                                     |
| ----- | -------------------- | ---------- | -------------------------------------------- |
| 1     | Derrick Adkins       | USA        | 48,25                                        |
| 2     | Stéphane Diagana     | Frankreich | 48,37                                        |
| 3     | Ruslan Maschtschenko | Russland   | 48,75                                        |
| 4     | Eronilde de Araújo   | Brasilien  | 48,85                                        |
| 5     | Erick Keter          | Kenia      | 49,53                                        |
| 6     | José Roquez Pérez    | Kuba       | 50,20                                        |
| DSQ   | Fabrizio Mori        | Italien    | IAAF Rule 168.7 – Nichtüberquerung der Hürde |
| DSQ   | Shunji Karube        | Japan      | IAAF Rule 168.7 – Nichtüberquerung der Hürde |

### Halbfinallauf 2
8. August 1995, 17:50 Uhr
| Platz | Name              | Nation   | Zeit (s)                                     |
| ----- | ----------------- | -------- | -------------------------------------------- |
| 1     | Samuel Matete     | Sambia   | 48,50                                        |
| 2     | Sven Nylander     | Schweden | 48,53                                        |
| 3     | Kazuhiko Yamazaki | Japan    | 48,64                                        |
| 4     | Ken Harnden       | Simbabwe | 48,73                                        |
| 5     | Laurent Ottoz     | Italien  | 48,94                                        |
| 6     | Octavius Terry    | USA      | 49,49                                        |
| 7     | Dusán Kovács      | Ungarn   | 49,57                                        |
| DSQ   | Winthrop Graham   | Jamaika  | IAAF Rule 168.7 – Nichtüberquerung der Hürde |

## Finale

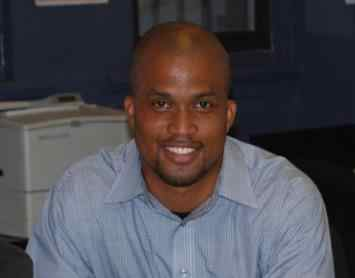
Weltmeister Derrick Adkins

10. August 1995, 17:05 Uhr
| Platz | Name                 | Nation     | Zeit (s) |
| ----- | -------------------- | ---------- | -------- |
| 1     | Derrick Adkins       | USA        | 47,98    |
| 2     | Samuel Matete        | Sambia     | 48,03    |
| 3     | Stéphane Diagana     | Frankreich | 48,14    |
| 4     | Ruslan Maschtschenko | Russland   | 48,83    |
| 5     | Sven Nylander        | Schweden   | 48,84    |
| 6     | Ken Harnden          | Simbabwe   | 48,89    |
| 7     | Kazuhiko Yamazaki    | Japan      | 49,22    |
| 8     | Eronilde de Araújo   | Brasilien  | 49,86    |

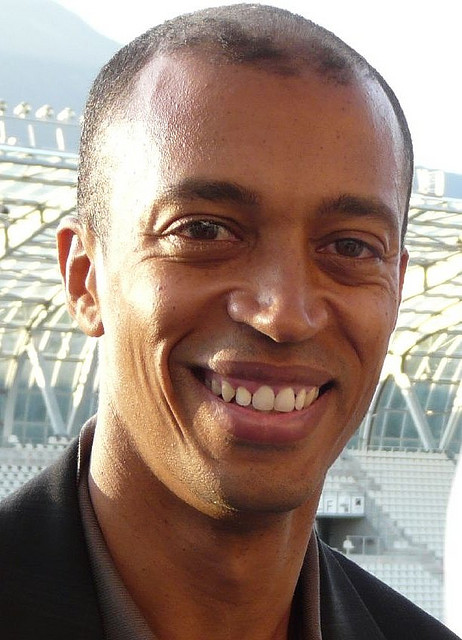
Bronzemedaillengewinner Stéphane Diagana (Foto: 2008), im Jahr zuvor EM-Dritter – er hatte noch viele Erfolge vor sich, unter anderem war er zwei Jahre später Weltmeister
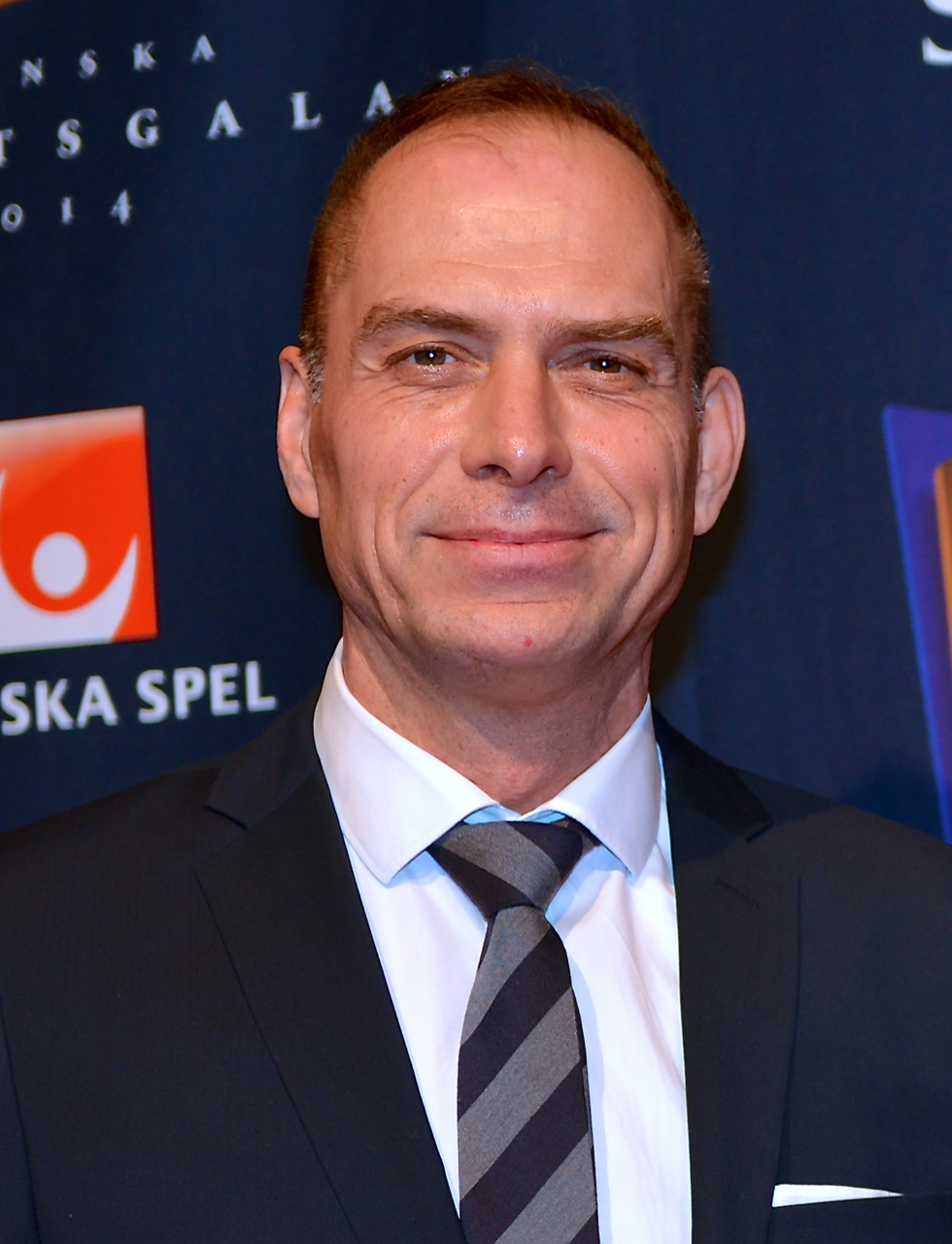
Der zweifache Vizeeuropameister (1990/1994) und EM-Dritte von 1986 Sven Nylander belegte Rang fünf

## Video
- 400 hurdles World Championships 1995 (Goteborg, Sweden), Video veröffentlicht am 23. Juli 2012 auf youtube.com, abgerufen am 26. Mai 2020